# Сосна кедрова європейська (пам'ятка природи)
Сосна́ кедро́ва європе́йська — ботанічна пам'ятка природи місцевого значення в Україні. Заповідний об'єкт розташований у місті Львові, вулиця Труша, 24.
Сосна кедрова європейська (Pinus cembra L.) — хвойне вічнозелене дерево родини соснових. Дерево занесене до Червоної книги України.
Росте на прибудинковій території, біля огорожі з сусіднім будинком. Вік дерева — 75 років, висота — 16,5 м, діаметр стовбура — 32 см, діаметр крони — 8,5 м, віддаль від будинку — 7 м.
Для Львова — це єдиний примірник такого віку і розміру. Наразі пам'ятка природи займає територію загальною площею 0,05 га.
Для охорони пам'ятки доцільно влаштувати огорожу, розмістити відповідні знаки заповідного об'єкту і передати його власникам будинку під персональну охорону.